# Serlesbahnen
Die Serlesbahnen sind ein regionales Seilbahn- und Freizeitunternehmen in Mieders im Stubaital in Tirol (Österreich). Die Anlage erschließt das Gebiet am Miederer Berg unterhalb der Serles und bietet sowohl im Sommer als auch im Winter verschiedene Freizeitaktivitäten.

## Geschichte
Die Serlesbahnen wurden in den 1970er Jahren gegründet, um den Tourismus in der Region Stubaital zu fördern. Ziel war es, den Zugang zum Plateau rund um das Kloster Maria Waldrast und zu zahlreichen Wanderwegen und Almen zu verbessern. Am 20. Dezember 1970 wurde der Serleslift als Einersessellift eröffnet. Er wurde später durch einen Doppelsessellift und 2003 durch eine Einseilumlaufbahn ersetzt. Diese weist eine schräge Länge von 1998 m und eine Förderleistung von 1200 Personen/Stunde auf. Zum Schigebiet gehören außerdem zwei Schlepplifte am Berg und ein Tellerlift bei der Talstation. 